# Colle di Vars
Il Colle di Vars, in francese Col de Vars, è un valico alpino delle Alpi Cozie francesi.

## Descrizione

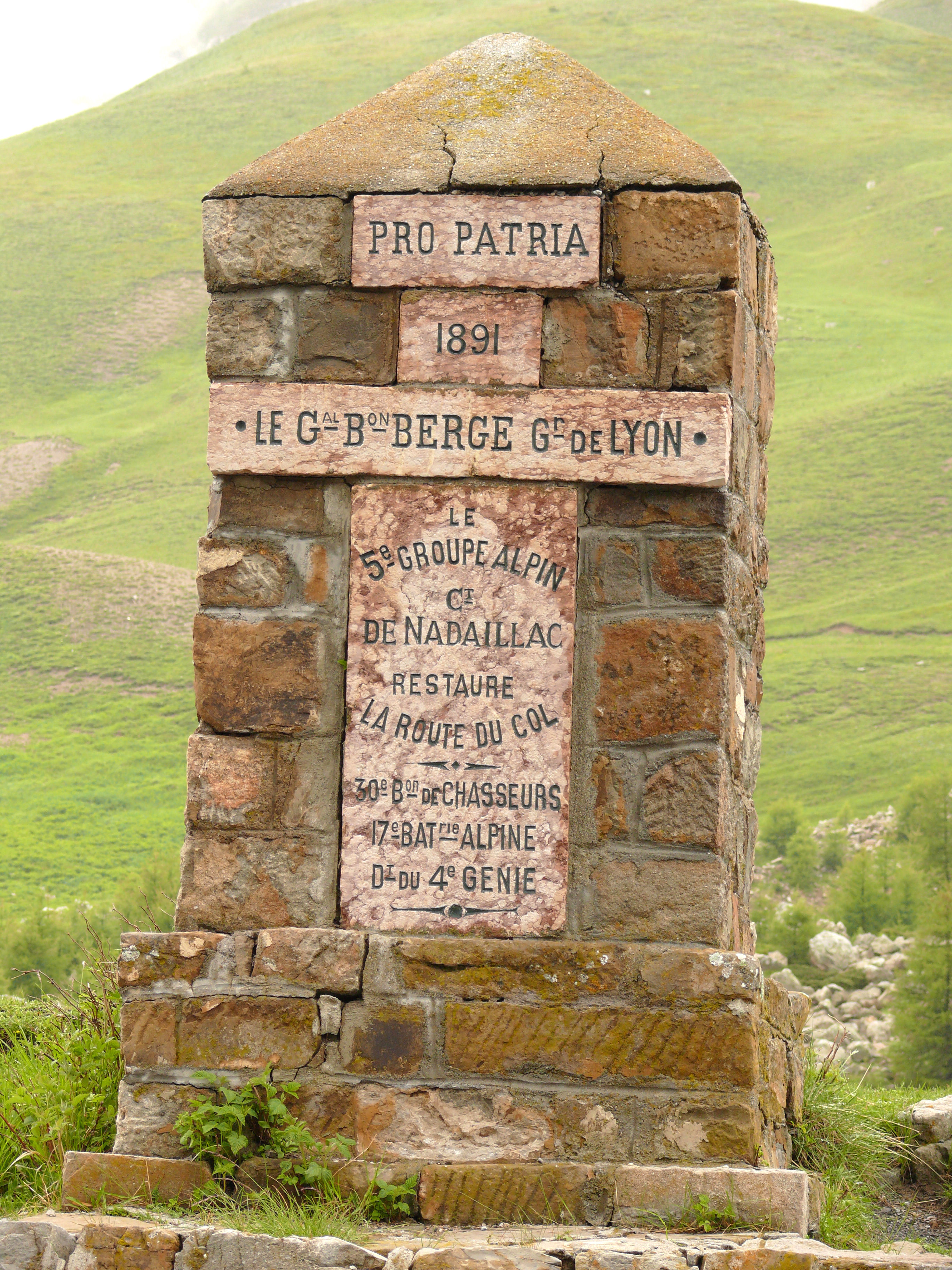
Il cippo sul valico

Il colle è situato tra i dipartimenti delle Alte Alpi e delle Alpi dell'Alta Provenza e mette in comunicazione la Valle dell'Ubaye con il Queyras. Raggiunge un'altezza di 2.111 metri sul livello del mare ed è attraversato dalla Route des Grandes Alpes.

## Ciclismo

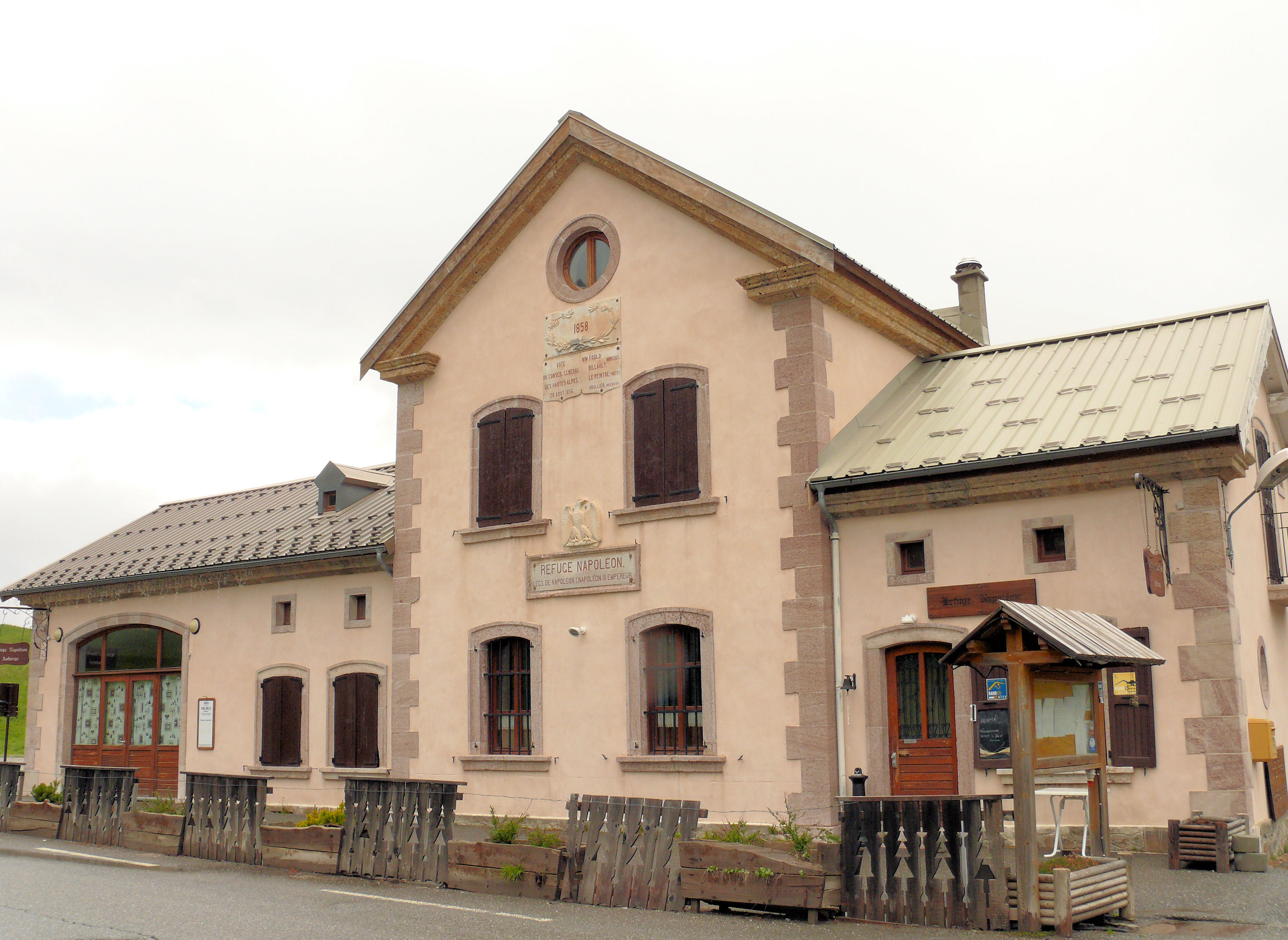
Refuge Napoléon

È stato reso celebre da alcune imprese ciclistiche durante il Tour de France e il Giro d'Italia. Dal punto di vista del ciclismo si caratterizza per una scalata di 9,5 km, relativamente semplice nella prima parte, mentre nei pressi della cima la pendenza arriva a toccare il 12%.